# The Seasons
《The Seasons》（韓語：더 시즌즈）是2023年2月5日開始韓國放送公社在KBS 2TV播出的專業音樂電視節目，以季播形式製作。 《柳喜烈的寫生簿》的續作，和該節目的形式類似。

## 節目內容
| 季度   | 名稱               | 主持   | 日期                        | 集數 | 備註  |
| ------ | ------------------ | ------ | --------------------------- | ---- | ----- |
| 第一季 | 朴載範的Drive      | 朴載範 | 2023年2月5日—2023年4月23日  | 12集 | [ 1 ] |
| 第二季 | 崔政勳的夜之公園   | 崔政勳 | 2023年5月14日—2023年8月18日 | 14集 | [ 2 ] |
| 第三季 | AKMU的長日長夜     | AKMU   | 2023年9月1日—2023年12月22日 | 14集 | [ 3 ] |
| 第四季 | 李孝利的Red Carpet | 李孝利 | 2024年1月5日—2024年3月29日  | 13集 | [ 4 ] |
| 第五季 | ZICO的Artist       | Zico   | 2024年4月26日—2024年9月6日  | 17集 | [ 5 ] |
| 第六季 | 李泳知的Rainbow    | 李泳知 | 2024年9月27日—2025年2月21日 | 20集 | [ 6 ] |
| 第七季 | 朴寶劍的Cantabile  | 朴寶劍 | 2025年3月14日—2025年8月1日  | 21集 | [ 7 ] |

## 前作
- 《盧英沈的小的音樂會》（1992年—1995年）[8]
- 《李文世Show》(1995年—1996年）
- 《李素羅的求婚（朝鲜语：이소라의 프로포즈）》（1996年—2002年）
- 《尹道賢的情書（朝鲜语：윤도현의 러브 레터）》（2002年—2008年)
- 《李荷娜的薄荷》（2008年—2009年）
- 《柳喜烈的寫生簿》（2009年—2022年）

## 外部連結
- The Seasons （页面存档备份，存于）官方網站
- The Seasons （页面存档备份，存于） Instagram
- The Seasons （页面存档备份，存于） Naver
- The Seasons （页面存档备份，存于） YouTube